# 刘娜萍
刘娜萍（1986年8月17日—）是一位中国女演员。

## 生平
出生于西安。选秀比赛出身，参加过《梦想中国》、《非常6+1》、《万人迷选秀》等比赛。2009年进入加油东方天使20强，之后涉足影视圈，拍摄了一些电视剧。

## 电视剧
2010年
- 《女娲传说之灵珠》 胡姬
- 《单身女王》 玉兔
- 《完美丈夫》 赵小芸

2011年 
- 《深宫谍影》 冷雪雁
- 《后宫》 凌七巧
- 《唐宫燕》 安乐公主
- 《烽火儿女情》 燕儿

2013年 
- 《天天有喜》 玉書/采蝶
- 《土地公土地婆》 馮習

2014年 
- 《隋唐英雄3、4》 公孙玉瑶
- 《女人泪》 许沁
- 《青春风暴》欧阳晴儿

2015年 
- 《仙侠剑》虹虹
- 《金钗谍影》安珠
- 《新济公活佛(下)》單元《驭夫环》:苏樱樱
- 《伏击》饰 二丫

2016年 
- 《天天有喜之人间有爱》灵灵四
- 《刘海戏金蟾》白蛛
- 《我的超能男神》(網劇)安以默
- 《绝命卦师》(網劇)
- 《你好乔安》饰 丛琳
- 《胭脂》饰 柳丝丝

2017年 
- 《梅花儿香》饰 刘愛琪
- 《男管家》
- 《红线》
- 《开封奇谈》(網劇)饰  太后

2018年 
- 《飘香剑雨》饰 玉清

2022年  
- 《平湖往事》(2018年拍攝)饰 顾彦秋

## 注脚
1. ↑  “东方天使”刘娜萍转型拍戏 自曝有个富商男友 （页面存档备份，存于）2010年02月23日